# Aérodrome d'Errachidia-Moulay Ali Chérif
Pour les articles homonymes, voir Moulay Ali Cherif (homonymie).
L’aéroport d'Errachidia - Moulay Ali Chérif (code IATA : ERH • code OACI : GMFK) est un aéroport international marocain situé à 3 km au nord du centre-ville d'Errachidia. Cet aéroport possède une aérogare moderne qui permet d’accueillir jusqu'à 300 000 passagers par an et qui facilite la réception des vols commerciaux international et domestiques. L'aéroport possède une capacité de 100 places ainsi qu'une voie d'accès à l'aéroport,,,.

## Situation

### Carte des aéroports du Maroc
| \| 100 km1:10 004 000 \| Ouezzane Agadir Al Hoceima Meknès Béni Mellal Bouarfa Casablanca-Tit Mellil Casablanca-Mohammed V Errachidia Essaouira Fès Guelmim Ifrane Kénitra Khouribga Marrakech Nador Ouarzazate Oujda Rabat-Salé Tanger Zagora Tan-Tan Tarfaya Tétouan Benslimane Sidi Slimane Inezgane Ben Guerir Taroudant Taza |
| 100 km1:10 004 000 |

### Compagnies aériennes et destinations
Compagnies aériennes et destinations
| Compagnies       | Destinations                     |
| ---------------- | -------------------------------- |
| Royal Air Maroc  | Casablanca-Mohammed-V Rabat-Salé |
| Transavia France | En saison : Paris-Orly           |

Actualisé le 2/08/2023

## Inauguration
Sar le Prince héritier Sidi Mohammed et SA l'Emir Soltane Ibn Abdelaziz Inaugurent l'aéroport "Moulay Ali Cherif" d'Errachdia le 19 décembre 1993.

## Statistiques
| Année               | 2012 | 2013 | 2018   | 2019   | 2020   | 2021   |
| ------------------- | ---- | ---- | ------ | ------ | ------ | ------ |
| Nombre de passagers | 5618 | 6399 | 36 915 | 53 366 | 41 013 | 29 162 |